# South West Slopes

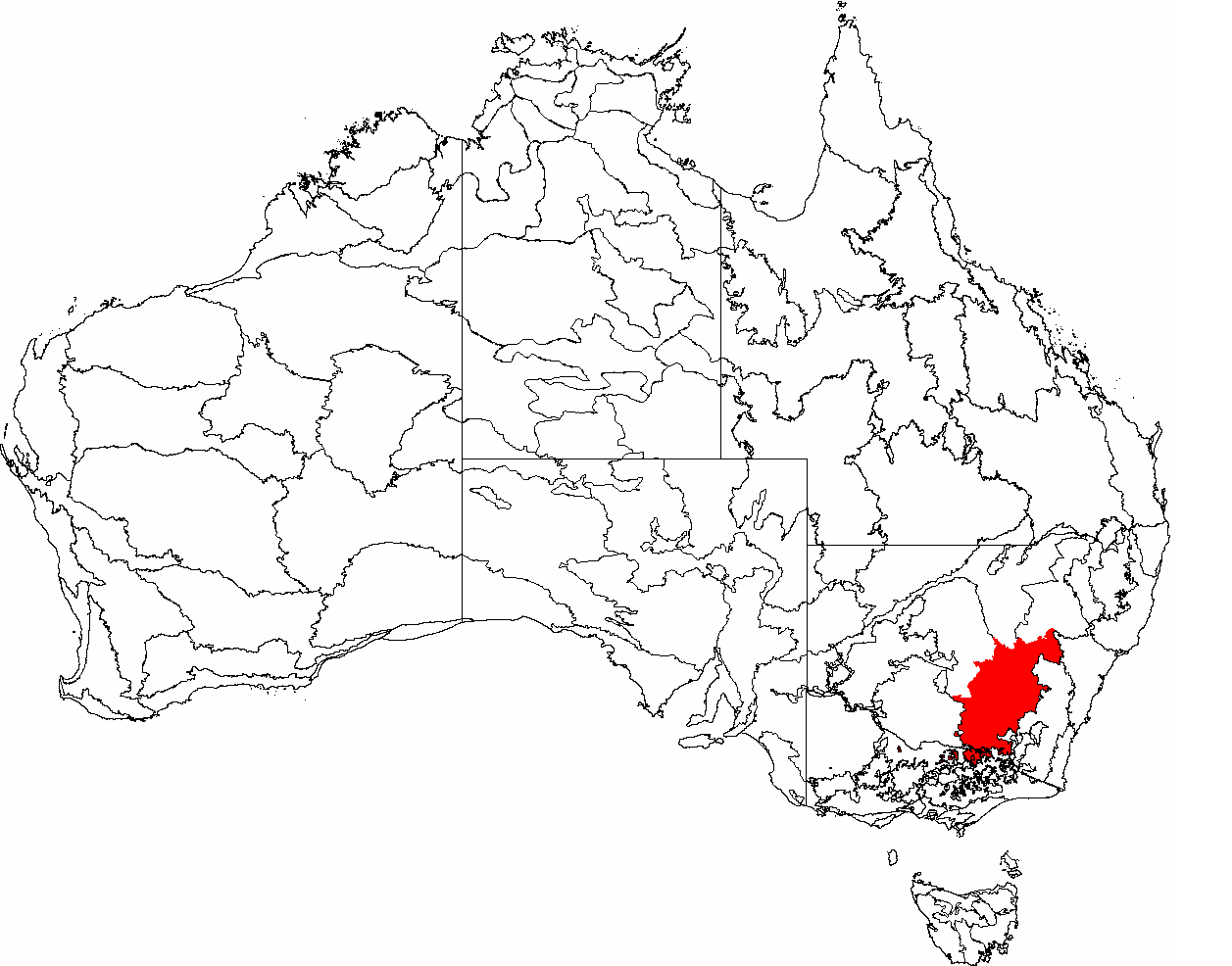
Localisation de la région South West Slopes

South West Slopes est une des 15 régions de la Nouvelle-Galles du Sud en Australie. Elle s'étend sur la partie basse de la Cordillère australienne.
Elle est encadrée au nord par la Central West, à l'ouest par la Riverina, au sud par l'État de Victoria et à l'est par les Southern Tablelands.